# Robert Shirley (13e comte Ferrers)
Robert Washington Shirley, 13e comte Ferrers (8 juin 1929-13 novembre 2012) est un homme politique conservateur britannique et membre de la Chambre des lords comme pair héréditaire. Il est l'une des rares personnes à servir dans les gouvernements de cinq premiers ministres différents.

## Jeunesse et formation
Lord Ferrers est le fils de Robert Shirley, 12e comte Ferrers. Formé à la West Downs School, au Winchester College et au Magdalene College de Cambridge, il devient le 13e comte Ferrers en 1954 à la mort de son père et est par conséquent autorisé à siéger à la Chambre des lords.
Il reçoit une commission en tant que sous-lieutenant dans les Coldstream Guards le 27 novembre 1948, servant en Malaisie. Sa commission est régularisée le 4 mars 1950, avec l'ancienneté du 1er janvier 1949. Il est promu lieutenant le 3 août 1950.

## Carrière politique
Une de ses premières contributions au parlement en 1957 est contre l'admission des femmes. En l'occurrence, un petit nombre de femmes sont entrées dans les Lords à la suite de la Life Peerages Act 1958. Les femmes qui détenaient une pairie héréditaire à part entière sont admises par le Peerage Act 1963.
Ferrers sert comme Lord-in-waiting (whip du gouvernement) de 1962 à 1964 sous Harold Macmillan et Alec Douglas-Home. Lorsque les conservateurs reviennent au pouvoir sous Edward Heath, il est de nouveau Lord-in-Waiting de 1971 à 1974, puis secrétaire parlementaire au ministère de l'Agriculture, des Pêcheries et de l'Alimentation (MAFF) au début de 1974.
Lorsque les conservateurs reviennent au pouvoir sous Margaret Thatcher en 1979, Lord Ferrers retourne au MAFF, cette fois à titre de ministre d'État. Il quitte ses fonctions en 1983 et retourne à l'arrière-ban des Lords. En 1988, il revient au gouvernement en tant que ministre d'État au ministère de l'Intérieur et, en 1994, il rejoint le ministère du Commerce et de l'Industrie, où il reste jusqu'en 1995, date à laquelle il est ministre pour l'Environnement au ministère de l'Environnement. Entre 1979 et 1983, et de nouveau entre 1988 et 1997, il est leader adjoint de la Chambre des lords.
Avec l'adoption de la House of Lords Act 1999, Ferrers ainsi que presque tous les autres pairs héréditaires perd son droit automatique de siéger à la Chambre des Lords. Il est cependant élu comme l'un des 92 pairs héréditaires qui restent à la Chambre des Lords en attendant l'achèvement de la réforme de la Chambre des Lords, en premier dans le scrutin.
Il est nommé conseiller privé en 1982. Il est vice-président de la Royal Stuart Society et grand prieur du Grand Bailliage et Prieuré d'Angleterre et du Pays de Galles de l'Ordre militaire et hospitalier de Saint-Lazare de Jérusalem. Il est également grand intendant de la cathédrale de Norwich et lieutenant adjoint de Norfolk.

## Famille
Le comte épouse Annabel Carr (1930-2019) en 1951. Le couple a cinq enfants:
- Robert William Saswalo Shirley, 14e comte Ferrers (né le 29 décembre 1952), comptable agréé;
- Angela Mary Shirley (née le 16 juin 1954);
- Sallyanne Margaret Shirley (22 mars 1957 - 6 juillet 2011);
- Selina Clare Shirley (1er juillet 1958 - 2 juin 1998), à la mémoire de laquelle le Prix de voyage Selina Chenevière de la Royal Academy est fondé;
- Andrew John Carr Sewallis Shirley (né le 24 juin 1965).

Le siège de la famille est Ditchingham Hall, près du village de Ditchingham, dans le Sud de Norfolk.